# Abierto Mexicano Pegaso 2000
Abierto Mexicano Pegaso 2000 — тенісний турнір, що проходив на ґрунтових кортах у місті Мехіко, Мексика з 21 лютого . Належав до категорії ATP International Series Gold, був турніром серії Abierto Mexicano TELCEL 2000 року.

## Фінальна частина

### Одиночний розряд
Хуан Ігнасіо Чела —  Маріано Пуерта 6–4, 7–6(7–4)

### Парний розряд
Байрон Блек /  Доналд Джонсон —  Гастон Етліс /  Мартін Родрігес 6–3, 7–5